# Atfih
Atfih (arab. أطفيح, gr., łac. Afroditopolis, kopt. Tepihu) – miasto w Egipcie w muhafazie Giza. Dawna stolica 22 nomu Dolnego Egiptu – Metenut, gdzie czczono bóstwo Hathor.